# Saturnus (bokserie)
Saturnus var en science fiction-serie utgiven av Wahlströms bokförlag 1973 som sedan kom att döpas om till Kosmos med en fortsatt utgivning 1974-1978.

## Lista
| Volym | Författare    | Titel             | Originaltitel          |
| ----- | ------------- | ----------------- | ---------------------- |
| 1     | Hans Kneifel  | Hotet från rymden | Angriff aus dem All    |
| 2     | Hans Kneifel  | Planet ur kurs    | Planet ausser kurs     |
| 3     | James Blish   | Flammande fara    | VOR                    |
| 4     | Hans Kneifel  | Robotarnas uppror | Die Hüter des Gesetzes |
| 5     | Hans Kneifel  | Dödsstrålen       | Deserteure             |
| 6     | Charles Platt | Terror-planeten   | Planet of the Voles    |